# Graeme French
Graeme French (ur. 15 kwietnia 1927 w Ulverstone – zm. 9 marca 2012 w Gold Coast) – australijski kolarz torowy i szosowy, dwukrotny medalista torowych mistrzostw świata.

## Kariera
Największy sukces w karierze Graeme French osiągnął w 1956 roku, kiedy zdobył złoty medal w wyścigu ze startu zatrzymanego zawodowców podczas torowych mistrzostw świata w Kopenhadze. Na rozgrywanych rok później mistrzostwach świata w Liège French zdobył brązowy medal w tej samej konkurencji, ulegając jedynie Belgowi Paulowi Depaepe oraz Szwajcarowi Walterowi Bucherowi. Nigdy nie wystartował na igrzyskach olimpijskich. Startował również w wyścigach szosowych, ale bez większych sukcesów.